# Мончи
Рамон Родригес Вердехо (исп. Ramón Rodríguez Verdejo, более известный как Мончи (исп. Monchi); 20 сентября 1968, Сан-Фернандо, Испания) — испанский футболист и футбольный функционер. Спортивный директор английского футбольного клуба «Астон Вилла».

## Карьера игрока
Воспитанник испанской «Севильи». Выступал на позиции вратаря.
В сезоне 1988/89 дебютировал за «Севилью Атлетико», фарм-клуб «Севильи». Первый матч сыграл 9 апреля 1989 года против клуба «Реал Хаэн» в Сегунде Б (3-й уровень в системе лиг Испании). Всего за сезон сыграл 4 матча и пропустил 4 гола. В сезоне 1989/90 сыграл 37 матчей и пропустил 30 голов в чемпионате.
13 января 1991 года дебютировал за основную команду «Севильи» в матче против «Реал Сосьедад» в рамках 18-го тура высшего дивизиона чемпионата Испании. Всего сыграл в сезоне 7 матчей и пропустил 12 голов. В сезонах 1991/92 и 1992/93 не сыграл за команду ни одного матча. В сезоне 1993/94 сыграл 2 матча, голов не пропустил. В сезоне 1994/95 сыграл 4 матча (все в Кубке Испании) и пропустил 7 голов. В сезоне 1995/96 сыграл 20 матчей во всех турнирах и пропустил 17 голов. В сезоне 1996/97 сыграл 26 матчей в чемпионате и пропустил 40 голов. Команда заняла 20-е место (из 22-х) в чемпионате и вылетела в Сегунду. В сезоне 1997/98 сыграл 14 матчей во всех турнирах и пропустил 15 голов. В сезоне 1998/99 сыграл 28 матчей во всех турнирах и пропустил 28 голов. Команда заняла 4-е место в чемпионате. В переходных матчах победили «Вильярреал» и вернулись в Примеру. После этого Мончи завершил карьеру игрока в возрасте 30 лет.

## Карьера функционера

### «Севилья»
Летом 2000 года стал спортивным директором «Севильи». В его задачи входило развитие молодёжной политики и скаутской системы клуба. Команда стала представлять серьёзную силу в Испании и в Европе. В данный период клуб выиграл 2 Кубка Испании (2007, 2010), Суперкубок Испании (2007), 5 Кубков УЕФА/Лиги Европы (2006, 2007, 2014, 2015, 2016) и Суперкубок УЕФА (2006). За время работы Мончи система клуба выпустила ряд одарённых игроков: Хосе Антонио Рейес, Серхио Рамос, Альберто Морено, Хесус Навас, Диего Капель, Антонио Пуэрта. За 17 лет работы в клубе Мончи создал целую сеть из сотен скаутов по всему миру. «Севилья» не имела огромного бюджета и старалась подписывать молодых талантов до того, как на них обратят внимание более богатые клубы. Благодаря Мончи клуб приобрёл многих игроков, принёсших пользу в будущем: Хави Наварро, Жулио Баптиста, Дани Алвес, Адриано, Ренато, Фредерик Кануте, Луис Фабиано, Андрес Палоп, Энцо Мареска, Кристиан Поульсен, Федерико Фасио, Сейду Кейта, Себастьен Скиллачи, Альваро Негредо, Иван Ракитич, Мартин Касерес, Гари Медель, Жоффрей Кондогбья, Карлос Бакка, Кевин Гамейро, Стефан Мбиа, Даниэл Каррису, Алеш Видаль, Гжегож Крыховяк, Фернандо Льоренте, Стивен Н’Зонзи, Адиль Рами. Во многом благодаря Мончи некоторые игроки впоследствии были выгодно проданы, а севильский клуб получил прибыль свыше 200 миллионов евро за 17 лет.
30 марта 2017 года было объявлено, что Мончи покидает пост спортивного директора клуба после сезона 2016/2017. Некоторые источники сообщают, что летом специалист займёт аналогичную должность в другом клубе. Среди возможных вариантов назывались итальянская «Рома», мадридский «Реал» и французский ПСЖ. 8 апреля 2017 года попрощался с болельщиками на «Рамон Санчес Писхуан», стадионе «севильцев». Мончи предстал перед публикой в футболке с фамилией Антонио Пуэрты — воспитанника «Севильи», который трагически скончался в 2007-м году в возрасте 22-х лет.

### «Рома»
24 апреля 2017 года стал спортивным директором итальянской «Ромы». 8 марта 2019 года Мончи и клуб объявили, что прекращают трудовые отношения по соглашению сторон.

### Возвращение в «Севилью»
17 марта 2019 года вернулся в «Севилью» на должность спортивного директора.

### «Астон Вилла»
Летом 2023 года перешёл на работу в английскую «Астон Виллу». Должность — президент по футбольным операциям.

## Статистика
| Выступление      | Выступление      | Выступление      | Чемпионат | Чемпионат | Кубки | Кубки | Еврокубки | Еврокубки | Прочие | Прочие | Итого | Итого |
| Клуб             | Лига             | Сезон            | Игры      | Голы      | Игры  | Голы  | Игры      | Голы      | Игры   | Голы   | Игры  | Голы  |
| ---------------- | ---------------- | ---------------- | --------- | --------- | ----- | ----- | --------- | --------- | ------ | ------ | ----- | ----- |
| Севилья Атлетико | Сегунда Б        | 1988/89          | 4         | -4        | 0     | 0     | 0         | 0         | 0      | 0      | 4     | -4    |
| Севилья Атлетико | Сегунда Б        | 1989/90          | 37        | -30       | 0     | 0     | 0         | 0         | 0      | 0      | 37    | -30   |
| Севилья Атлетико | Итого            | Итого            | 41        | -34       | 0     | 0     | 0         | 0         | 0      | 0      | 41    | -34   |
| Севилья          | Примера/Сегунда  | 1990/91          | 7         | -12       | 0     | 0     | 0         | 0         | 0      | 0      | 7     | -12   |
| Севилья          | Примера/Сегунда  | 1991/92          | 0         | 0         | 0     | 0     | 0         | 0         | 0      | 0      | 0     | 0     |
| Севилья          | Примера/Сегунда  | 1992/93          | 0         | 0         | 0     | 0     | 0         | 0         | 0      | 0      | 0     | 0     |
| Севилья          | Примера/Сегунда  | 1993/94          | 2         | 0         | 0     | 0     | 0         | 0         | 0      | 0      | 2     | 0     |
| Севилья          | Примера/Сегунда  | 1994/95          | 0         | 0         | 4     | -7    | 0         | 0         | 0      | 0      | 4     | -7    |
| Севилья          | Примера/Сегунда  | 1995/96          | 18        | -16       | 2     | -1    | 0         | 0         | 0      | 0      | 20    | -17   |
| Севилья          | Примера/Сегунда  | 1996/97          | 26        | -40       | 0     | 0     | 0         | 0         | 0      | 0      | 26    | -40   |
| Севилья          | Примера/Сегунда  | 1997/98          | 12        | -11       | 2     | -4    | 0         | 0         | 0      | 0      | 14    | -15   |
| Севилья          | Примера/Сегунда  | 1998/99          | 20        | -20       | 8     | -8    | 0         | 0         | 0      | 0      | 28    | -28   |
| Севилья          | Итого            | Итого            | 85        | -99       | 16    | -20   | 0         | 0         | 0      | 0      | 101   | -119  |
| Всего за карьеру | Всего за карьеру | Всего за карьеру | 126       | -133      | 16    | -20   | 0         | 0         | 0      | 0      | 142   | -153  |

## Достижения
«Севилья»
- Победитель переходных матчей за выход в Примеру (1): 1998/1999.

## Награды
- В марте 2017 года был награждён Медалью провинции Кадис[39].

## Факты
- Помимо испанского, владеет французским и английским языками[16].